# 沃洛達爾斯克
56°14′N 43°12′E / 56.233°N 43.200°E
沃洛達爾斯克（俄语：Волода́рск）是俄羅斯下諾夫哥羅德州西部的一個城市、沃洛達爾斯克區縣治。位於州府下諾夫哥羅德以西50公里。2002年人口10,989人。
1956年設市並改現名。市名紀念俄國革命家В·沃洛達爾。